# Johann Zacharias Gleichmann
Johann Zacharias Gleichmann (geboren vor 1700; gestorben 1758) war ein deutscher Schriftsteller, Jurist und Verwaltungsbeamter.

## Leben
Über die Lebensumstände Gleichmanns ist nur wenig bekannt. Er war ein herzoglich sachsen-weißenfelsischer Sekretär, herzoglich gothaischer Hofadvokat und Steuereinnehmer zu Ohrdruf in Thüringen. Das Jöchersche Gelehrten-Lexicon vermutet (dezidiert unfreundlich), man hätte Gleichmann „seines Dienstes als Steuer-Einnehmer entsetzet; wenigstens wimmert er in seinen Schriften mehrmals über die Ungnade des Herzogs und seine dürftigen Umstände“. Ähnlich in Christoph Weidlichs Lexikon der Rechts-Gelehrten in Teutschland: „in fast allen Schriften pimpelt er, daß sein Haupt annoch im Staube des Elendes darnieder liege, seine Umstände wären in gewissen Sachen sehr gefährlich, er wäre der Gnade seines theuresten Herzogs nicht völlig versichert, und dergleichen mehr.“ Auch Weidlich entnimmt den Schriften, dass Gleichmann von seiner Steuereinnehmerstelle suspendiert worden sei: „Er giebt zur Ursache an, daß er durch viele Hauß-Creutz und andere Unglücks-Fälle in einen schlechten Zustand gerathen, und ein unglückseliger Mann worden. Es scheinet aber auch, als ob seine Rechnungen nicht die richtigsten gewesen“.
Gleichmann wurde tatsächlich 1731 von einer Familientragödie betroffen, als drei Mitglieder seiner Familie innerhalb weniger Tage von der roten Ruhr hingerafft wurden. Am 1. August starb nämlich sein neunjähriger Sohn Johann Justinian und am 12. August starben seine dreijährige Tochter Juliana Catharina Elisabeth und wenige Stunden später seine Frau Martha Christina.
Gleichmann ist der Verfasser zahlreicher, unter ebenso zahlreichen Pseudonymen erschienener Schriften, die sich mit Fragen des Fürstenrechts, des deutschen Münzwesens und mit Vorliebe der kritischen und polemischen Behandlung sensationeller Fragen befassen, so etwa wird in mehreren Schriften die Frage der Wahrheit der Geschichte von der Päpstin Johanna behandelt. Teilweise sind diese Schriften Beispiele einer nachbarocken Buntschriftstellerei, also Sammlungen von Kuriositäten, Seltsamkeiten und Anekdoten.
Die von ihm verwendeten Pseudonyme sind Claramandus, Clarus Michael Hellmond, Fridamandus, Johannes Curiosophilus, Johannes Sperante, Justamandus, Lunamandus, Miramandus, Puramandus, Sinceramandus, Variamandus, Veramandus und Waldorff, häufig mit Varianten (e.g. Fridemandus statt Fridamandus). Weidlich vermutet, dass Gleichmann nicht der eigentliche Name sei, sondern das Clarus Michael Hel(l)mond der richtige Name wäre, was aber offensichtlich nicht zutrifft. Einen nennenswerten Anteil seines Werkes bilden auch Erwiderungen, Polemiken und Abrechnungen mit tatsächlichen und vermeintlichen Gegnern, die teilweise unter vom Verfasser einer angegriffenen Schrift abweichendem Pseudonym veröffentlicht wurden, wohl mit der Absicht, die Parteinahme (unvoreingenommener) Dritter vorzutäuschen. Schließlich gehören zu Gleichmanns Schriften noch auf Latein verfasste Abhandlungen sowie einige Übersetzungen aus dem Französischen.
Im Vorwort von Die engeländische Banise
(1754), einem Roman in der Nachfolge von Zieglers Asiatischer Banise, schreibt der sonst unbekannte Autor Christian Ernst Fidelinus über Zieglers Banise, dass darin „so viele kluge und politische Regeln und Staats-Maximen enthalten, daß ich mich nicht schäme, allhier zu bekennen, daß ich in denen An. 1726 edirten sechshundert politischen Regeln und Staats-Maximen die allermeisten aus dieser incomparablen Banise 1. Theile genommen habe.“. Das genannte Werk Sechs Hundert Auserlesene Christlich Politische Regeln ist 1726 unter dem Namen Johanes Sperante erschienen, einem der von Gleichmann verwendeten Pseudonyme, weshalb Florian Gelzer vermutet, dass Christian Ernst Fidelius ein weiteres Pseudonym Gleichmanns ist. Hinzu kommt, dass Gleichmann sich im Vorwort des 1754 erschienenen Romans Bewundernswürdige Begebenheiten Des Europäischen Herkuliskus, der von Patrick Bridgwater als ein Vorläufer des gothic novel eingeordnet wird, in ganz ähnlicher Form mit Nennung der gleichen Vorbilder äußert.
Neben seinen Schriften sind Korrespondenzen von Gleichmann erhalten, so mit dem Frankfurter Schriftsteller Zacharias Konrad von Uffenbach, ein Brief an Friedrich von Hessen-Kassel und Briefe von Gleichmann an Johann Heinrich Callenberg.

## Schriften
- 1711–1723: Dreyzehen Proben Von einer unbetrüglichen Fürstlichen Macht-Kunst.
- 1712: Das aus dem sächsischen Lehn- und Land-Recht einem Lehn- und Landes-Fürsten vindicirte Fruchtniessende Vormundschaffts-Recht über seine unmündige adeliche Pupillen als einer rechtmässig- und vortrefflichen Art die Intraden zu vermehren zur Behauptung des Modi II. Cap. II. der ersten Probe einer unbetrüglichen fürstlichen Macht-Kunst an das Licht gegeben.
- 1715: Unpartheyisches raisonnement was von deren bishero unter dem Nahmen Clarus Michael Helmond edierten Proben von einer unbetrüglichen fürstl. Macht-Kunst auch anderen Helmondis Schriften zu halten, in einem Gespräch zweier Freunde : nebst einer Probe von einer unbetrüglichen adlichen Macht-Kunst. Jena.
- 1717: Delineatio iuris publici Saxonici … Jena.
- 1718: Discurs von dem Politischen Nutzen der Teutschen Müntz-Wissenschaft mittler Zeiten, Darinne kürtzlich gezeiget wird Wie solche Wissenschafft zu der Vermehrung derer Fürstl. Einkünffte anzuwenden. Leipzig.
- 1719: Erste Fortsetzung des Discurses von dem politischen Nutzen der Müntz-Wissenschaft, darinne kürtzlich gezeiget wird, wie ein Landes-Fürst dadurch seinen Splendeur vermehren und seinen Namen unsterblich machen könne. Leipzig.
- 1720: De officio Principis, quando annona deficit. 1720 (nicht nachgewiesen[10]).
- 1723–1727: Spicilegium nonnullorum scriptorum reformationis historiam illustrantium. 4 Bde. Gotha.
- 1724: Zweier vertrauten Freunde aufrichtiges … Gespräch von der Practicabilitat und Nutzen derer Gleichmannischen und Helmondischen Proben von einer unbetrüglichen Fürstlichen Macht-Kunst. Jena, Digitalisat.
- 1724: De bene fundata praetensione serenissimae domus Saxonicae ad burggraviatum atque mareschallatum Würtzburgensem brevis dissertatio. Digitalisat.
- 1724–1731: Sonderbahre Merckwürdigkeiten aus der Berühmten Land-Graffschafft Thüringen. 10 Bde. Jena & Leipzig, Digitalisat.
- 1725: Historische Nachricht, Von dem Sächsischen Gross-Hertzoglichen Majestät-Siegel, Welches vor Alters Unterschiedliche Hertzoge von Sachsen gebrauchet, aus wichtigen und raren Diplomatibus. Jena, Digitalisat.
- 1725–1727: Gespräch In dem Reiche der Todten. 7 Bde. Frankfurt.
  - 1725: Gespräch In dem Reiche der Todten Zwischen D. Martin Luthern, Und D. Samuel Strycken : Darinnen Von denen Mitteln zur Vermeidung und Ausrottung der weitläuftigen und kostbahren Gerichtlichen Processe, Von der gäntzlichen Abschaffung des Juris Canonici Aus Protestantischen Staaten, Und von andern Der Republic sehr nützlichen Dingen … gehandelt wird. 1725
  - 1725: Erste Fortsetzung, Derer neulich zwischen Luthero und Stryckio, angefangenen Gespräche im Reiche der Todten, Worinnen für dieses mal auffgeführet werden, Der am 7. Decembr. 1724. in Thoren, enthauptete Herr Praesident, Johann Gottfried Rößner, Und der, Auff dem Concilio zu Costnütz Anno 1415. wegen standhafftiger Bekennung Evangelischer Warheit, Verbrante Mag. Johann Huß. Digitalisat.
  - 1727: Anderte Fort-Setzung, Derer Gespräche Im Reiche der Todten, Zwischen dem Thornischen Praesidenten Johann Gottfried Rößner, Und Mag. Johann Hussen.
  - 1727: Dritte Fort-Setzung, Derer Gespräche im Reiche der Todten, Zwischen dem in Thoren decollirten Praesidenten, Hn. Joh. Gottfr. Rößner, Und Dem, zu Costnütz, wegen standhaffter bekennung der Evangelischen Warheit, von denen Papisten verbrenneten Mag. Herrn Johann Hussen, Welchem sich jetzo abermal beygesellet, der, in der Reformations-Historie, Hochberühmte Fränckische Edel-Mann, Herr Ullrich von Hutten, Welcher sein sehr merckwürdiges Leben vollends erzehlet. Digitalisat.
  - 1727: Vierte Fort-Setzung, Derer Gespräche im Reiche der Todten, Zwischen Der Weltbekanten Päbstinn Johanna, Welche unter dem Nahmen Johannis VIII. den Römisch-Päbstlichen Stuhl eine Zeitlang besessen, Und einem Lutherischen Magister, Der auff einer berühmten Lutherischen Universität, die Gewißheit der Historie von dieser Päbstinn, In einer Oeffentlichen Disputation behauptet hat. Digitalisat.
  - 1727: Fünffte Fort-Setzung, Derer Gespräche im Reiche der Todten, Zwischen Dem, in Thoren decollirten Praesidenten Hn. Jo. Gottfriedt Rößner, Dem zu Costnütz verbrandten Magister Johann Hußen, Und Dem tapfferen, und Teuschlandes Wohlfahrt, auch das Auffnehmen der wahren Evangelischen Religion, rechtschaffen liebenden, Fränckischen Edel-Mann, Herrn Ulrich von Hutten. Digitalisat.
  - 1727: Sechste Fortsetzung Derer Gespräche im Reiche der Todten, Zwischen Denen Welt-berühmten Thüringischen Graffen, Graff Ludwigen, den Springer, Und Graff Ludwigen von Gleichen, dem Zweyweibigen. Digitalisat.
- 1727: Abgenöthigte und rechtmäßige Retorsion, Auff ein schändliches Pasquill, So ohnlängst wider die Gespräche im Reiche der Todten, Absonderlich wider die Vierte Fortsetzung, Von Bellerophonte, Und einem, Der sich unter folgenden Buchstaben: G. B. R. O. P. W. verborgen. Frankfurt, Digitalisat.
- 1726: Sechs Hundert Auserlesene Christlich Politische Regeln, Und Staats-Maximen : Zur Beförderung der wahren Staats-Klugheit / Mit Fleiß collogiret, Und aus Liebe zur Wohlfart der Republiquen, Nebst einer Vor-Rede, an das Licht gegeben, Von Johanes Sperante. Allendorf an der Werre, Digitalisat.
- 1728–1730: Der redlich-gesinnte, und auf seiner Reise durch Teutschland alles nützliche und schädliche wohl observirende, und nach Befinden darüber raisonnirende Teutsche Patriot. 4 Bde. Frankfurt.
- 1728–1730: Gespräche Jm dem Reiche der Todten. Frankfurt & Leipzig, Digitalisat.
  - Erstes Gespräch Jm dem Reiche der Todten, Zwischen Pavlo Odontio, gewesenen Evangelischen Prediger, zu Waldstein in der Steuermarck, … Und dem Roberto Barns, Einem Engelländer, Welcher Zu Anfange der grossen Evangelischen Reformation … jämmerlich verbrannt worden.
  - Andertes Gespräch Jm Reiche derer Todten, Zwischen dem Käyser Günther, einem gebohrnen Grafen von Schwartzburg, und … Päbstlichen Ablaß-Krähmer Johann Tetzeln, Welchen sich noch beygesellet, Ein gewisses Frauen-Zim[m]er aus Spanien.
  - Drittes Gespräch Jm Reiche derer Todten, Welches bestehet Jn einer Fortsetzung und Vollendung des Discourses Zwischen dem Kayser Günther, Einem gebohrnen Grafen von Schwartzburg, Johann Tetzeln, dem Welt-berüchtigten Ablaß-Krämer, Und der Madame Faulcant, Einem Spanischen, durch die päbstliche Inquisition … erretteten Frauenzimmer.
  - Viertes Gespräch Jn dem Reiche der Todten, Zwischen dem Chur-Fürsten Johann Friedrichen, von Sachsen, Welcher wegen standhafter Bekennung der wahren Evangelischen Religion, von dem Kayser Carolo V. gefangen … Und dem Cardinal und Hertzogen von Sachsen, Christian Augusten.
  - Fünfftes Gespräch Jn dem Reiche derer Todten, Welches bestehet in einer Fortsetzung und Vollendung der Unterredung zwischen dem Chur-Fürsten, Johann Friedrichen, von Sachsen, Und dem Cardinal von Sachsen-Zeitz, Christian Augusten.
  - Sechstes Gespräch Jn dem Reiche der Todten, Zwischen Hermann, Chur-Fürsten und Ertz-Bischoffen zu Cölln, einem gebornen Grafen von Wied, Welcher Wegen vorgehabter Evangelischer Reformation … um die Chur-Würde … gebracht worden, Und Dem ersten Evangelisch-lutherischen Superintendenten in Leipzig D. Johann Pfeffinger.
  - Siebendes Gespräch Jm Reiche derer Todten, welches bestehet Jn einer Fortsetzung und Vollendung des Vorhergehenden, Zwischen Dem gewesenen Chur-Fürsten und Ertz-Bischoffen zu Cölln, Hermann, Einem gebohrnen Grafen von Wied, und Dem ersten Evangelisch-Lutherischen Superintendenten in Leipzig, D. Johann Pfeffingern, Worinnen Das recht Christliche Leben und Wandel dieses frommen Superintendentens ausführlich beschrieben wird.
  - Achtes Gespräch im Reiche derer Todten, zwischen Bartholomäi Bernhardi von Feldkirch, Probsten zu Kemberg … und Bonifacio, den man insgemein den Thüringer-Apostel zu nennen pfleget.
  - Neundtes Gespräch in dem Reiche derer Todten, welches bestehet in einer Fortsetzung und Vollendung des Discourses zwischen Bernhard von Feldkirch und dem so genannten Heiligen Bonifacio.
- 1730: Sonnen-klare Demonstration, dass in denen unter dem Nahmen, Johannis Sperantis und Veramandi, heraus gekommen Gesprächen im Reiche derer Todten, nichts wider die Reiches-Gesetzte geschrieben oder vorgetragen worden, denen Beschuldigungen einiger Römisch Catholischen entgegengesetzet. Jena & Leipzig.
- 1730: Curieus und besonderes Gespräche In dem Reiche derer Todten, Zwischen Denen zweyen weltberühmten Thüringischen Grafen, Graf Ludwig den Springer, und Graf Ludwig von Gleichen, dem Zweyweibigen : Worinnen dieser beyden Herren … Fata, aus bewährten Auctoribus erzehlet … werden ; Nebst einem vorhergehenden Discours von der … Nutzbarkeit … der curieusen Müntz- und Medaillen-Wissenschafft wie auch einigen remarquablen Neuigkeiten Frankfurt & Leipzig, Digitalisat.
- 1730: Die besondern Avanturen Ludwigs, Grafens von Gleichen. Schneeberg.
- 1730: Ausserordentliches Gespräche im Reiche derer Todten zwischen … Gottfried Wilhelm Leibnitzen und … Johanne Francisco Buddeo. 2 Bde.
- 1730: Observationes Historiae de Coronis Ducum Von Hertzoglichen Cronen ad ulteriorum meditationem, cum orbe erudito communicate. Jena & Leipzig.
- 1730: Historische Nachricht Von Evangelisch-Lutherischen Reformations- und Jubel-Medaillen, Welche so wohl im Anfange als Fortgange der Evangelisch-Lutherischen Reformation; als auch insonderheit an denen grossen Lutherischen Jubilæis de An. 1617. 1630. und 1717. gepräget worden. Jena & Leipzig, Digitalisat.
- 1730–1731: Observationes … von alten und neuen Schriften. 2 Bde. Jena.
- 1731: Das Recht Evangelischer Fürsten, über die überflüßig und im Pabstthum sehr mißgebrauchte Geistliche Güther, Welches Sie zu Anfange der grossen Lutherischen Kirchen-Reformation rühmlichst exerciret, und solche an statt des sündlichen Mißbrauchs, zu nützlich- und heilsamen Gebrauch angewendet. Frankfurt & Jena.
- 1731: Historische Nachricht von denen in alten Kirchen und Klostern im Schosse der Erden verborgen, liegenden, guldenen, selbernen und edelgesteinenen Schätzen, welche zu Anfange der grossen lutherischen Kirchen-Reformation, von denen Pfaffen und Mönchen vergraven worden. Frankfurt & Jena.
- 1731: Aufrichtiges Send-Schreiben, welches von allen redlich-gesinneten Römisch-Catholischen, Dem, am 11ten Julii 1730. neu-erwehlten Römischen Pabst, Clementi XII. zugeschicket worden. Frankfurt & Leipzig, Digitalisat.
- 1731: Veramandi Sendschreiben, an alle, der unveränderten Augspurgischen Confession zugethanen Herren Buchhändler : worinnen er ihnen seine Schrifften, davon die Manuscripta Theils schon fertig … zu Verlag offeriret und solche nach ihren Titula oder Rubriquem, denenselben hierdurch anzeigt. Frankfurt & Jena.
- 1731: Veramandi Declaration oder Erklärung derjenigen Ursachen, warum er nichts von denjenigen Schriften, welche er neulich in einem gedruckten Send-Schreiben denen Buchhändlern von ungeänd. der Augspurgischer Confession zum Verlage offeriret auch sonst nichts weiter wider das Pabstthum in Druck geben. Frankfurt & Leipzig.
- 1732: Catalogvs Nummorum, tam rariorum antiquorum, præcipue Romanorum, Consularium & Imperialium, quam modernorum variorum, quos rei numismaticæ Studiosis, certis ex causis, cum determinato, secundum æquitatem … Das ist: Verzeichniß, sowol alter rarer, absonderlich Römischen; als auch mancherley neuerer Müntzen u. Medaillen, welche denen Liebhabern der Numismatique, aus gewissen Ursachen, mit dem, nach der Billigkeit angezeigtem Werthe, zuverkauffen darleget, und … offeriret.
- 1732: An Jhro Königliche Majestät in Preusen, und Chur-Fürstl. Durchlauchtigkeit zu Brandenburg, Den Allerdurchlauchtigst- und Großmächtigsten König, Fridericum Wilhelmum, Aller unterthänigstes Send-Schreiben, abgefasset, und, Wegen seiner besonderen Merckwürdigkeiten, aus wichtigen Ursachen an das Licht gegeben. Frankfurt & Leipzig, Digitalisat.
- 1732: Von der Procuratur des heiligen Römischen Reiches, welche einem Hertzoge von Sachsen, als Landgrafen in Thüringen zukommt. Gotha, Digitalisat.
- 1733: Ohnmaßgeblicher Vorschlag zu einer sichern Zuflucht für Conversos. Frankfurt, Digitalisat.
- 1733: Einige historische Merkwürdigkeiten von dem glorwürdigen Chur-Fürsten von Sachsen Friderico III. Sapiente. Frankfurt, Digitalisat.
- 1733: Des alten Herrn Mag. Johannis Mathesii, Ehemals Evangelischen Pfarrers in St. Joachims-Thal Prophezeyung, Daß vorm Ende der Welt Die Römische Babilon, durch Berg-Leute werde gefället oder vertilget werden. Frankfurt & Leipzig.
- 1734: Die, auf der Sächsischen Pfaltz-Grafen-Würde, hafftende hohe Rechte. Erfurt.
- 1735: Remarquables Gespräche in dem Reiche derer Todten, als worinnen zwey Haupt und Ertz-Betrüger, nehmlich Sabathai Sevi und Jacob Melstinius Einander ihre sonderbahre Lebens-Geschichte … erzehlen. 2 Bde.
- 1735: Besonderes Gespräche in dem Reiche derer Todten zwischen … Printzen Ludwig von Würtemberg … und Christoph Heinrich Grafen von Wackerbarth. Frankfurt.
- 1735: Erneuerte Zeugnisse des Alterthums, von Hertzoglichen Kronen. Erfurt.
- 1735: De Papatu, A Natura detestato. Ohrdruff.
- 1735: Treumeinender Zuruff, An Alle Protestantische Könige und Fürsten, Das schädliche und verderbliche Jus Canonicum, Von ihren Universitäten und Gerichten, gäntzlich abzuschaffen. Frankfurt, Halle & Leipzig, Digitalisat.
- 1735–1736: Catalogus der Gleichmannischen Bibliothec : mit einer Vor- und Nachrede; mit Anmerckungen erläutert. 3 Bde. Jena.
- 1736: Von dem Sächsischen Ursprunge Derer Gross-Britannischen Monarchen, Wolte Bey der … Vermählung, Des Cron-Printzens Von Wallis Friderici Ludovici, Mit der Sachsen-Gothaischen Princessin Augusta, etwas … ans Licht stellen. Schmalkalden.
- 1737: Ohnmaßgebliche Vorschläge zu einer nützlichen Verbesserung in geistlicher und weltlicher Polizey. Frankfurt, Digitalisat.
- 1738: Die Vortrefflichkeit und sonderbare Nutzbarkeit der Gleichmannischen politischen Schrifften wollte … mit wenigen vorstellen. Frankfurt, Digitalisat.
- 1738: Historische Nachrichten Von Unterirdischen Schätzen Welche in alten Kirchen, Schlössern, Klöstern und Höhlen verborgen gelegen, und theils glücklich gehoben worden, theils aber noch in dem Schooße der Erde vergraben sind; Nebst einigen merckwürdigen Geschichten, so sich in unterirdischen Hölen und Gängen und mit betrüglichen Geister-Erscheinungen zugetragen haben, Bey Gelegenheit des zu Baldern, in dem Oettingischen, auf einem alten Schloß vermeintlich erhobenen grossen Schatzes. Frankfurt & Leipzig.
- 1738: Kurtze und deutliche Lebens-Beschreibung der eingefleischten Teufels-Bruth Juden Joseph Süß Oppenheimers, worinnen dessen Geburth, Erziehung, fast unglaubliches Glück und wohlverdienter Fall auf das deutlichste beschrieben wird. Digitalisat.
- 1738: Sammlung einiger von ihm in etlichen Jahren einzeln edirten Schrifften. Frankfurt u. a., Digitalisat.
- 1738: Project Oder Entwurff Zu einer Ohrdruffischen Chroniqve : Nebst einer Nachricht, von einem, … verfertigten Wercke, Und nebst einem Vorschlage, Zu einer sehr nuetzlichen Meliorations- und Verbesserungs-Gesellschafft. Erfurt.
- 1739: Bibliothecae Gleichmannianae pars … Variis observationibus literariis illustr. = Der Gleichmannischen Bibliothec Th. … Durch mancherley gelehrte Anm. erl. u. welcher durch öffentl. Auction, auf d. Rathhause zu Gotha, d. 17. Aug. 1739 … verkaufft werden wird.
- 1739: Joh. Zachariæ Gleichmanni, J. U. Candidati, Hertzogl. Weißenfelsischen Secretarii, Hertzogl. Gothaischen Hof-Advocati, und Steuer-Einnehmers in Ohrdruff, Nachricht und Anzeigung, von einigen Manvscriptis, so von Jhm mit vielem Fleiß und Mühe elaboriret worden, und bey Jhm anzutreffen sind. Frankfurt & Leipzig, Digitalisat.
- 1739: Erneuertes siebenhundert-jähriges Gedächtniß des für 700 Jahren … in Thüringen sich festgesetzten Graf Ludovici Barbati … als eines Stammvaters der Land-Grafen in Thüringen. Frankfurt, Digitalisat.
- 1739: Ergötzlichkeiten Der Capuziner, Oder Historische Beschreibung der Lustbarkeiten und Lebensart, welcher die Capuziner zur Zeit ihrer Musse sich bedienen. Übersetzung aus dem Französischen von: Les Récréations Des Capucins, Ou Description Historique De La Vie, Que mènent les Capucins pendant leurs Récréations. Leipzig, Digitalisat.
- 1740: Kurtzer Begriff von einer unbetrüglichen Fürstlichen Macht-Kunst. Frankfurt & Leipzig & Ohrdruff.
- 1740: Commentatio iuridico – politico – historica, de magno-ducali sigillo maiestatis Saxonico. Digitalisat
- 1740: Gespräch im Reiche der Todten zwischen denen weyland beyden Römischen grossen Käysern Carolo Primo und Carolo Quinto : darinnen die … Geschichte ihres beyderseitig höchst remarquablen Lebens … erzehlet, und mit denen gegenwärtigen Begebenheiten des ietzig. … Kaysers Carl des Siebendens … verknüpffet. Erfurt.
- 1740: Extra-Ordinair Curieuses Gespräch im Reiche der Todten, zwischen Pabst Julio II., einem grausamen Tyrannen und sehr lasterhafften Menschen und dem Hoch-berühmten Herrn Veit Ludwig von Seckendorff. Frankfurt & Leipzig.
- 1741: Curiöses Gespräch Im Reiche der Todten, Zwischen Der Päbstinn Johanna, Und Dem berühmten Friderico Spanhemio, Welcher die Wahrheit der Historie von dieser Päbstinn, in einem gelehrten Tractat, nachdrücklich behauptet hat : Bey Gelegenheit der, Von dem Herrn D. und P. Heumann, in Göttingen, A. 1739. herausgegebenen Dissertation: De origine vera traditionis falsæ, de Joanna Papissa. Leipzig.
- 1741: Politisch- und Historische Anmerckungen über das Höchst-merckwürdige 1740ste Jahr : nebst einigen, Von solchem und nächst-folgenden Jahren, gestelleten Betrachtungs-würdigen Alten und Neuen Prophezeyungen. Frankfurt & Leipzig, Digitalisat.
- 1742: Historisch- und Politische Remarquen, von denen Thüringischen Erb-Hof-Aemtern, Wobey Denen Hertzogen zu Sachsen, als Land-Grafen in Thüringen, Das hohe Recht vindiciret wird, solche Aemter, wo Sie abgegangen sind, von neuem wieder aufzurichten. Nebst einigen Anmerckungen aus denen Geschichten: von dem Sächsischen Ursprunge derer Groß-Britannischen Monarchen. Jena.
- 1742: De penitus abrogando et tollendo iure pontificio, e foris et academiis regum et principum protestantium, consultatio. Digitalisat.
- 1742: Gleichmannus, Tanquam Lutherus Politicus, Erudito Et Curioso Orbi, Breviter Ostensus. Frankfurt & Leipzig.
- 1742: Sonderbahre, doch Schrift- u. vernunfftmässige Gedancken, von derer gläubig frommen u. selig von dieser Welt abgeschiedenen Seelen, Reise nach dem Himmel, nebst einigen curieusen Anmerckungen, von mehr als einiger Welt. Frankfurt & Leipzig.
- 1742: Historische Betrachtung, über einer Müntze Des Thüringischen Königes Balderichs, oder: Walderichs.
- 1743: Wohlmeynende Errinnerung, an die Herren Verfasser derer Leipziger Sammlungen, Von allerhand zum Land- und Stadt-Wirthschafftlichen Policey- Finantz- und Cammer-Wesen dienlichen Nachrichten, [et]c. wegen unrichtiger Anführung des kurtzen Begriffs von einer unbetrüglichen Fürstlichen Macht-Kunst / Zu Rettung seiner Unschuld ans Licht gegeben, von Joh. Zachar. Gleichmann, alias: Helmond. Frankfurt & Leipzig, Digitalisat.
- 1744: Send-Schreiben an den Auctorem Derer Dreyzehn Proben, von einer unbetrüglichen Fürstlichen Macht-Kunst : nebst der Antwort auf solches Schreiben, der unpartheyisch-politischen Welt, mitgetheilet. Digitalisat.
- 1744: Die Wahrheit Der Geschichte Von der Päbstinn Johanna : Wieder die Recension Des Herrn Doct. und Professoris Christoph. Avgvst. Heumanns, in Göttingen, Welche befindlich ist In denen Göttingischen Zeitungen von gelehrten Sachen, No. 48. des Jahres 1741. Frankfurt & Leipzig, Digitalisat.
- 1744: Merwürdiges [sic!] Gespräch im Reiche derer Lebendigen von mehr als einer Welt. Digitalisat.
- 1744: Historische Nachricht von der alten S. Michaelis-Kirche, in der Stadt Ohrdruff, worinne dieser Stadt der Ruhm vindiciret wird, dass in selbiger von dem H. Bonifacio die erste christliche Kirche in Thüringen erbauet worden. Leipzig & Jena.
- 1744: Stille Betrachtungen, über den im December 1743 und 1744 in den Monaten Januarii und Februarii am Himmel erschienenen großen Cometen, zur Bewunderung der göttlichen Allmacht.
- 1744: Epistolae duae : in quarum una, causae exponuntur, cur huc usque Joh. Zachariae Gleichmanni, scripta, contra nonnullos adversarios, nondum in lucem prodierint publicam.
- 1745: Die gerettete Ehre der Türckischen Prinzessin, welche sich mit dem Grafen von Gleichen, Ludovico, nach seiner Erlösung aus der Türckischen Sclaverey, vermählet hat, welche bey ihrer Unschuld, der Herr Hof-Rath von Falckenstein, …, zu einer Maitresse dieses Grafens machen wollen. Frankfurt & Leipzig, Digitalisat.
- 1745: Die vertheidigte Proben von einer unbetrüglichen Fürstlichen Macht-Kunst : zur abgenöthigten Defension und Ehren-Rettung wider des Herrn Riccii gantz ungegründete Beschuldigungen. Leipzig & Jena & Ohrdruff, Digitalisat.
- 1745: Kurtze doch gründliche Anmerckungen, nebst einigen freymüthig- und bescheidenen Erinnerungen, wieder des Hn. Hofraths von Falckenstein, Vorbericht über den dritten Theil seiner Antiquitatum & Memorabilium Nordgav. veteris, und wider die Zehende Nachlese seiner Analectorum Thuringo-Nordgaviensium. Leipzig & Jena, Digitalisat.
- 1746: Plvtarchi Chæronæi Verosimilis Assertio De Plvraltate Mvndorvm, Ex Eivs Libello Hodie Raro: De Oracvlorvm Defectv, Desvmta, Cvm Marcelli Palingenii Stellati, Celeberrimi Poetæ Itali, De Eadem Re Sententia. Leipzig & Jena, Digitalisat.
- 1747: Historischer Schauplatz sehr merckwürdiger Geschichte von unterirdischen Schätzen, An Gold, Silber und Edelgesteinen, Welche in alten Kirchen, Clöstern, Schlössern und Hölen verborgen gelegen, und theils glücklich gehoben, theils noch in dem Schoosse der Erden verborgen sind : Nebst einigen curieusen Geschichten von betrüglichen Geister-Erscheinungen, ingleichen von erstaunenden Begebenheiten … in unterirdischen Hölen und Gängen. Hannover.
- 1747: Erläuterte historische Wahrheit von denen 12 Thüringischen Grafen welche von dem Kayser Lothario II. dem 1. Land-Grafen in Thüringen bey Aufrichtung des Landgrafenthums Thüringen zu Erb- und Hof-Beamten constituiret worden. Leipzig & Jena.
- 1748: Zwey Gelehrte Robinson, Oder wahrhaffte und sehr curieuse Geschichte der wunderbar- und seltsamen Begebenheiten Johann Balthasar Schäffers, und einer gegründeten sehr beweglichen Relation von des Francisci Antonii Kirchmayers wunderbaren Erlösung aus seiner fünffmahligen Gefangenschafft. Frankfurt.
- 1748: Observationes … de superioritate territoriali et de praerogativis Ducum in imperis romano-germanico. Frankfurt & Leipzig.
- 1749: Besondere Lebens-Geschichte des Ferdinand de Luna und der Donna Angelica ein lustiger Roman nach einem gantz sonderbaren Geschmack. Übersetzung aus dem Französischen. Cölln.
- 1749: Historische Nachricht von dem wahren Ursprunge der Sächsischen Landesfürstlichen Superiorität oder Territorial-Hoheit. Leipzig & Jena.
- 1750: Noch etwas zum Beweise, Daß diejenige Türckinnn, welche den Graf Ludwig von Gleichen aus seiner Gefangenschafft erlöset, nicht seine Concubine oder Maitresse; sondern, nach der damaligen Beschaffenheit der Zeit, und wegen einiger klar und deutlichen Umstände, seine Gemahlin gewesen. Leipzig & Jena, Digitalisat.
- 1750: Nöthige Beantwortung wider das so genannte nöthige Bedencken des Herrn Professor. Köhlers, welches Er in dem 14ten Theil seiner Müntz-Belustigung, Anno 1742. der Historischen Betrachtung über einer Müntze des Thüringischen Königs Balderichs Oder Walderichs, entgegen gesetzt. Leipzig & Jena.
- 1751: Nöthig befundenes Send-Schreiben, an Herrn Christoph Weidlichen, Juris Practicum, und Verfasser der Geschichte derer jetztlebenden Rechts-Gelehrten in Teutschland, und zum Theil auch ausser demselben. Leipzig & Jena, Digitalisat.
- 1751: Historische Nachlese, von dem Sächsischen Printzen-Raube, und insonderheit zu des Herrn Hof-Rath Trillers wohlverdienten Köhler, aus welchem die merckwürdigsten Stellen beygebracht, und mit einigen … noch unbekannt gebliebenen Nachrichten erläutert werden. Erfurt, Digitalisat.
- 1751: Die auf Universitäten, oft zum Schaden und Schande ausschlagende unordentliche Liebe, zur Warnung alles honetten Frauenzimmers in einigen wahrhaftigen Liebes-Geschichten der galant und curieusen Welt vorgestellet. Frankfurt & Leipzig.
- 1752–1754: Merckwürdige und in der historischen Wahrheit gegründete Ertzbischöffliche und Churfürstliche Gespräche, in der stillen Gesellschaft des Reichs der Todten, in welchen zuerst die Erzbischöffe und Churfürsten zu Maynz, Trier und Cölln, wie sie in ihren Regirungen auf einander gefolget, auch alle weltlichen Churfürsten, …, erzählet wird. Erfurt.
- 1754: Bewundernswürdige Begebenheiten Des Europäischen Herkuliskus, In einer Liebes- und Heldengeschichte der curieusen Welt mitgetheilt. Leipzig, Digitalisat.
- 1754: Die vertheidigte Proben von einer unbetrüglichen Fürstlichen Macht-Kunst : zur abgenöthigten Defension und Ehren-Rettung wider des Herrn Riccii gantz ungegründete Beschuldigungen an das Licht gestellet. Leipzig & Hena & Ohrdruf, Digitalisat.
- 1756: Neue Sammlung merckwürdiger Geschichte von unterirrdischen Schätzen, Höhlen und Gängen wie auch einigen besondern Begebenheiten von wahrhaften und betrüglichen Erscheinungen der Geister, sonderbaren Träumen, Vorbedeutungen, auch Zaubereyen, etc. Breslau & Leipzig.
- 1756: Daß Das Römisch-Teutsche Reich, die vierte und letzte Grosse Monarchie sey, und mit allem Recht Das Heilige Römische Reich genennet werde. Jena, Digitalisat.
- 1757: Etwas Altes und Neues zu noch mehrerer Erläuterung der Ursachen, welche Se. Königl. Maj. in Preusen sowol zu den ehemaligen Verfahren in Schlesien als auch zu den jezigen Defensivkrieg zur Beschüzung Seines Reichs und Lande bewogen und genöthiget hat. Digitalisat.